# Mukxur
Mukxur (en rus: Мукшур) és un poble d'Udmúrtia, a Rússia, el 2008 tenia 131 habitants. Pertany al raion d'Alnaixi.